# Martín Marquesi
Martín Marquesi o El "Rey Sol" Marquesi es un personaje ficticio que interpretó Mariano Martínez en la comedia argentina Son amores.

## Biografía ficticia
Martín Domingo Marquesi nació el 4 de agosto de 1978 en Capitán Gómez, una pequeña localidad de la provincia de Buenos Aires.
Es el mayor de los 4 hijos del matrimonio Marquesi - Sánchez.
Amante de la cumbia y del fútbol. Llega junto a su hermano, Pablo Marquesi a la Capital para jugar en All Boys. Donde conoce a María, el amor de su vida y cumple su sueño de ser una estrella de la música bailantera.

## Características
Es romántico, celoso, egoísta, obsesionado con su pelo (no le gusta que se lo toquen). Él mismo se autodescribe en su canción "Yo sé".

### Latiguillos
- Amorcis
- Shanshito con cola
- Soy re gato
- Quéeee
- Todo así, todo así
- Me empaqué
- Te voy a dar un masaso
- Aguante Marqueeesiiii
- Está todo liso
- Yusti

## Discografía
- 2003: Aguante Marquesi (Warner Music)

## Curiosidades
- En el capítulo Treehouse of Horrors XIII de Los Simpson, Homero (doblado al español por Humberto Vélez) llama a su mujer de "Amorcis" y luego repite "Soy re gato" imitando las frases de Martín Marquesi.[2]